# さすらい人の夜の歌

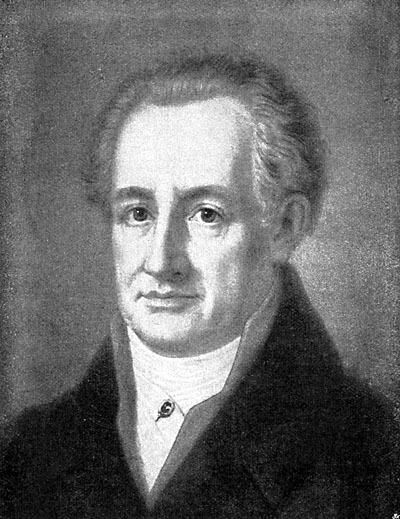
ゲーテの肖像（ワイマールにて、1811年）

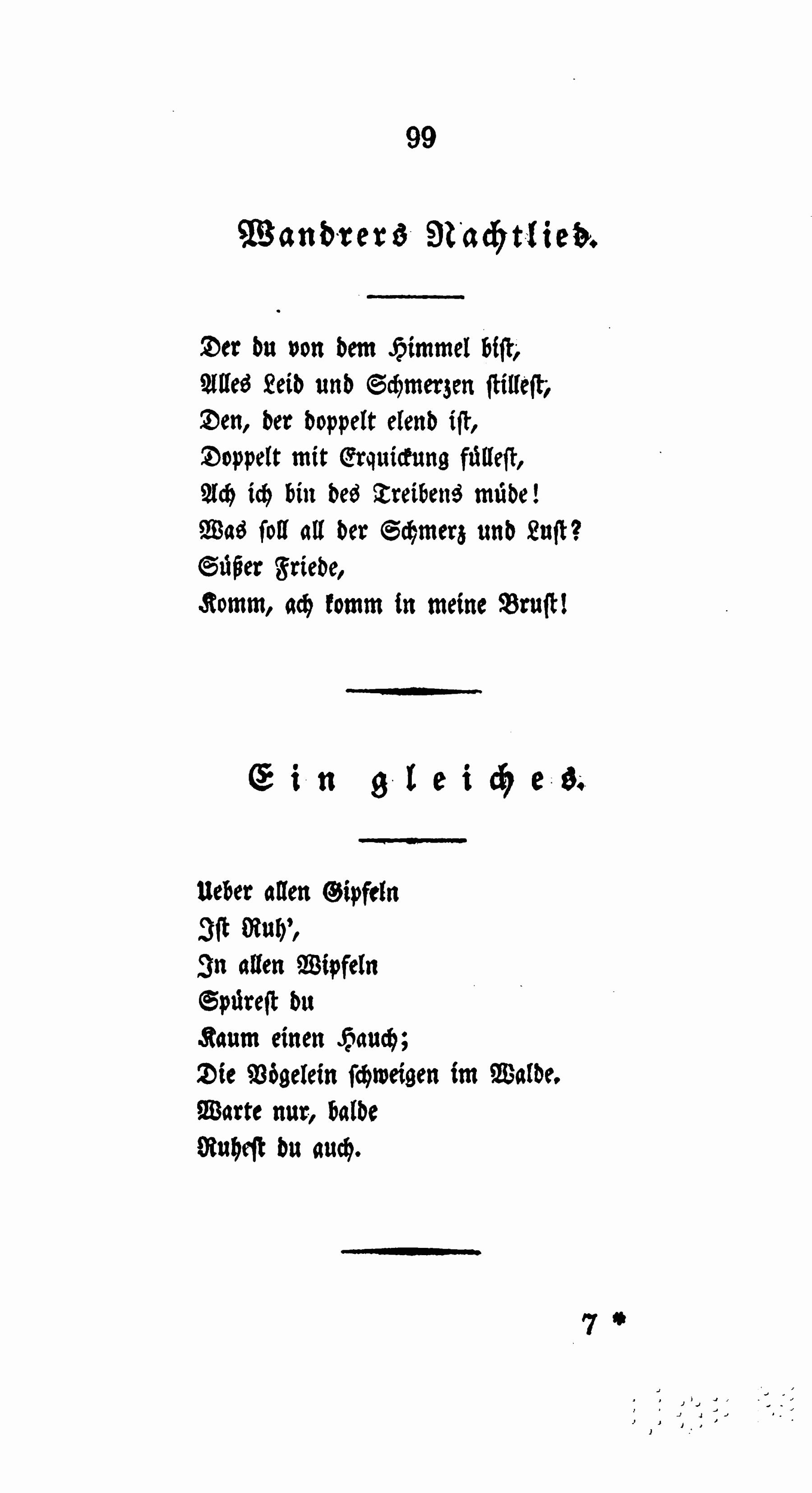
1827版：さすらい人の夜の歌と同題

「さすらい人の夜の歌」（さすらいびとのよるのうた、ドイツ語: Wandrers Nachtlied）はドイツの文豪ヨハン・ヴォルフガング・フォン・ゲーテの数ある詩の中でも最も有名なもので、世界中のゲーテ愛好家、ドイツ語話者、ドイツ語学習者に愛唱されている。

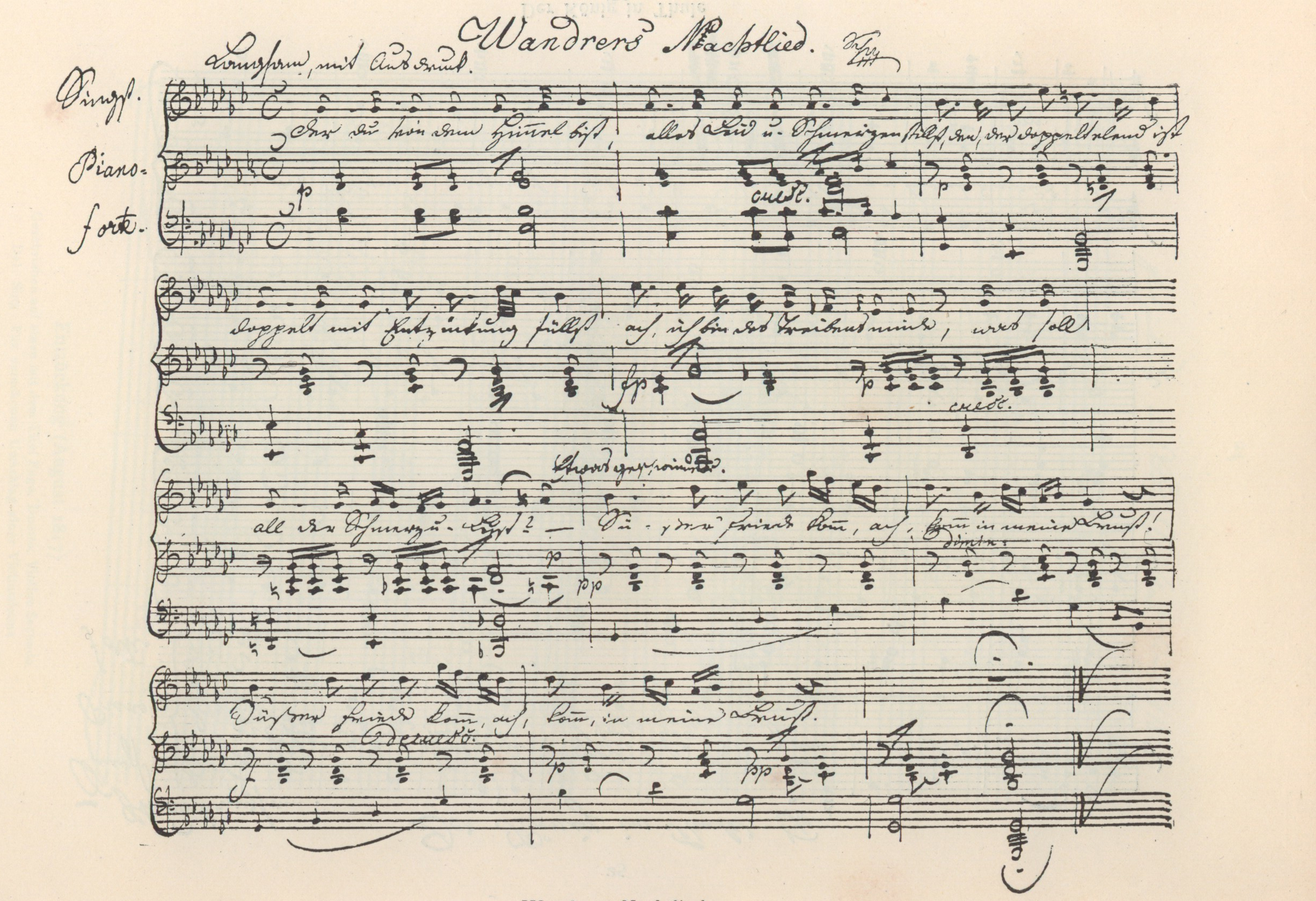
シューベルト：歌「さすらい人の夜の歌1」作品4、第3番（原稿、1815年）

「さすらい人の夜の歌」には2首あり、ひとつ目は恋人への熱情を直接歌い、二つ目は自然を歌いつつも最後に恋人への思いの中で憩う詩である。

## さすらい人の夜の歌1
この詩の原稿は1776年2月12日に書かれたとゲーテはシャルロッテ・フォン・シュタインへの手紙に書いている。
| ドイツ語原詩 Der du von dem Himmel bist, Alles Leid und Schmerzen stillest, Den, der doppelt elend ist, Doppelt mit Erquickung füllest; Ach, ich bin des Treibens müde! Was soll all der Schmerz und Lust? Süßer Friede, Komm, ach komm in meine Brust! | 日本語訳（GFDL） 君は天国から来た者、 痛みも悲しみも全て止まってしまう。 この二重に可哀そうな心も 新たな気持ちで二重にあふれる。 ああ、私はこの世の思い出苦しんでいる！ なぜにこの痛みと欲望だろうか？ 安らかな平和よ、 来て、ああ私の胸に来て！ |

フランツ・シューベルトが付けた曲（D 224、1815年）などがある。

## さすらい人の夜の歌2

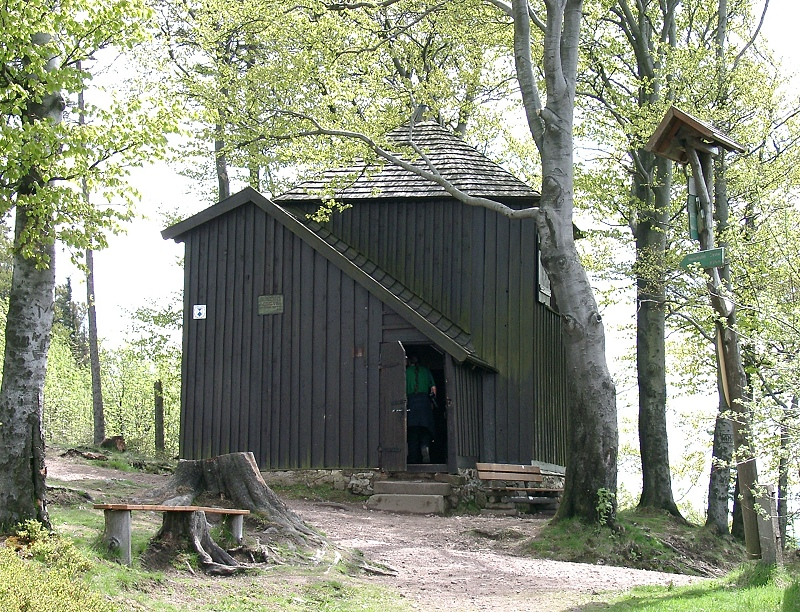
ゲーテがこの詩を書いた狩猟小屋

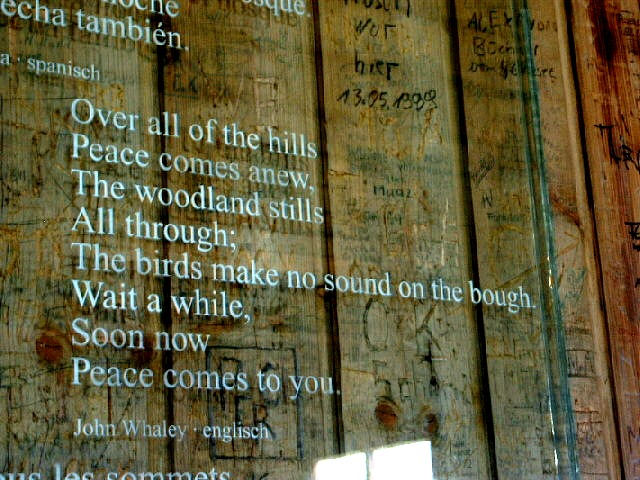
狩猟小屋にはドイツ語原詩と各国語訳（これは英訳）が置いてある。

この詩はドイツ語の詩の中でも完璧な詩であるとされている。1780年9月6日の夕方に、イルメナウにある狩猟小屋で書いたもの、とやはりシャルロッテ・フォン・シュタインへの手紙で書いていて、彼はそこで一夜を過ごしたという。
| ドイツ語原詩 Über allen Gipfeln Ist Ruh, In allen Wipfeln Spürest du Kaum einen Hauch; Die Vögelein schweigen im Walde. Warte nur, balde Ruhest du auch. | 日本語訳（GFDL） 全ての頂に 安らぎがある。 木の梢に 君は 息さえも感じない。 森の小鳥たちは静かだ。 でも待てよ、まもなく 君も憩うだろう。 |

この詩の「du」（君、親しい人への呼びかけ）については、美しい自然を歌ったあとに恋人へ呼びかける解釈する人もいるし、また自分自身へ呼びかけているのだという人もいる。  やはりフランツ・シューベルトが付けた曲（D 768、1823年）などがある。
ゲーテは晩年の1831年8月27日にこの狩猟小屋を再び訪れていて、涙にくれたという。それは彼が亡くなる6か月前であった。

## 参照項目
- きみは花のようだ　(Du bist wie eine Blume)